# Les Petites-Loges
Les Petites-Loges è un comune francese di 455 abitanti situato nel dipartimento della Marna nella regione del Grand Est.

## Società

### Evoluzione demografica
Abitanti censiti